# Уніформа Армії УНР

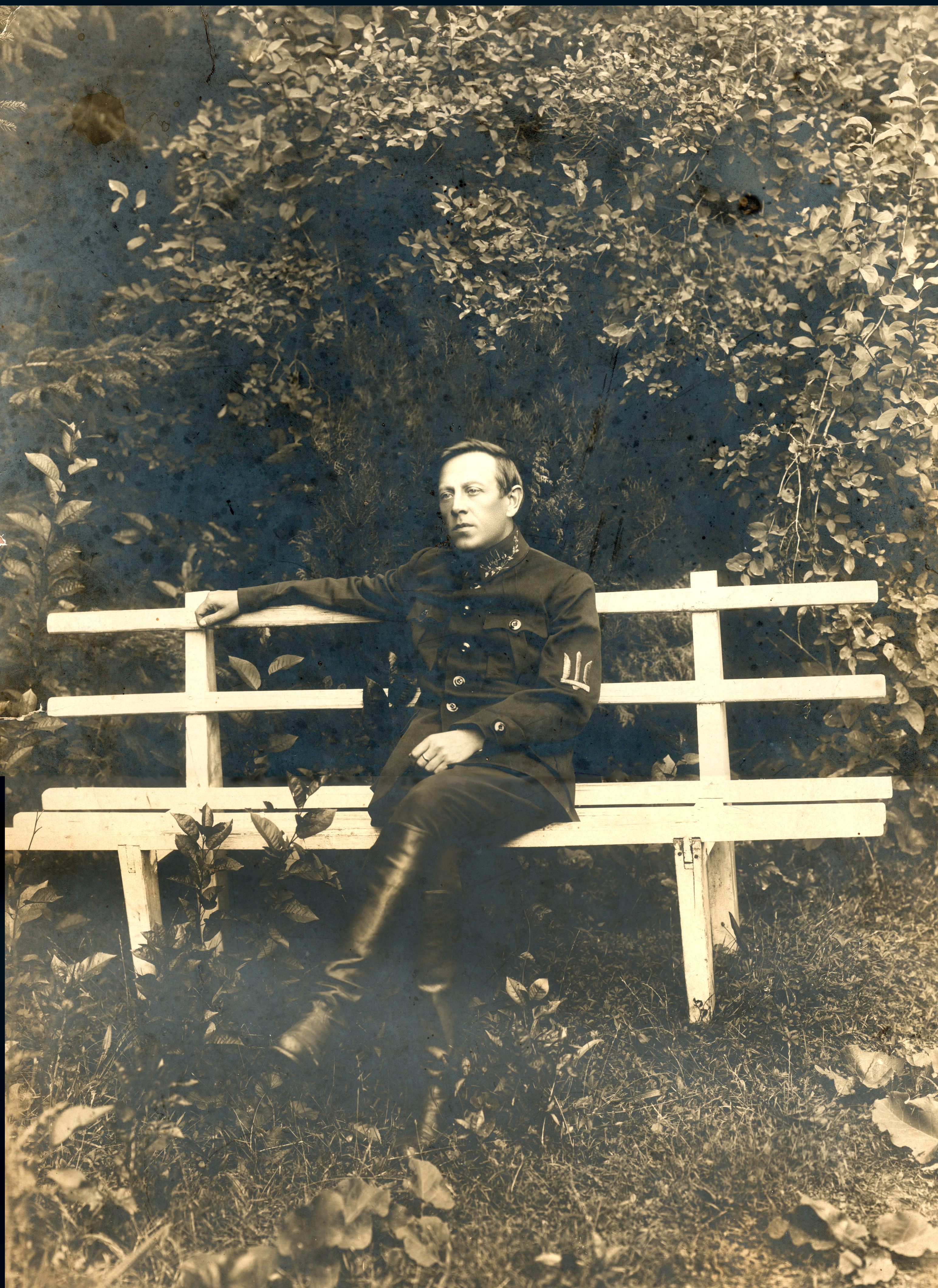
Симон Петлюра в уніформі армії УНР від 24.04.1919, зі знаками розрізнення Головного Отамана від 30.07.1919.

Уніформа Армії УНР — військова форма одягу, яку використовували в Армії Української Народної Республіки в роки її існування.

## Війська Центральної Ради
На час проголошення УНР війська вірні Центральній Раді були зодягнути в похідну уніформу російської армії. Для нижніх чинів вона складалась із гімнастерки та шароварів захисного кольору, кашкету такого же кольору (взимку — папахи), чобіт або черевиків з обмотками. У холодну пору року надягалась шинель. Офіцери носили кітель влітку, і похідний мундир взимку, кашкет (взимку — папаху), шаровари, шашку і револьвер у кобурі.

## Від проголошення УНР до гетьманського перевороту

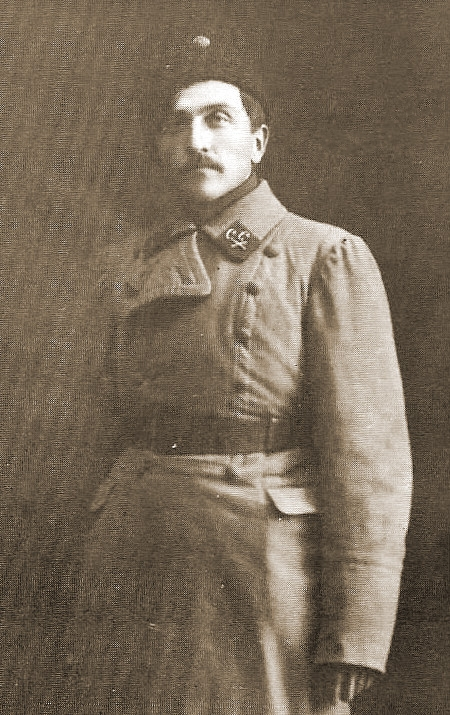
Роман Дашкевич з відзнаками Січових Стрільців, 1918 р.

17(30) грудня 1917 р. ГСВС запровадив тимчасовий однострій, який представляв із себе все той же однострій російського зразка, але з ромбоподібними накомірними нашивками синього кольору з жовтою випусткою. На нашивки за допомогою трафарету жовтим кольором наносили емблему, що позначала рід зброї, а трохи нижче номер або початкові літери назви підрозділу — наприклад у 1-му курені Січових Стрільців це були літери СС, причому всупереч запровадженому зразку вони розміщувались не нижче, а вище емблеми. Емблеми були: для піхоти — схрещені гвинтівки, для кінноти — схрещені шаблі, для артилерії — схрещені гармати. Трохи згодом були запроваджені блакитні з жовтою випусткою погони. На головних уборах носились жовто-блакитні кокарди у вигляді тканинної розетки, але Січові Стрільці та інші війська київського гарнізону використовували нерегламентовані кокарди у вигляді металевого щитка з крилатою фігурою святого Михаїла з мечем у правій руці і щитом з галицьким левом в іншій, у верхній частині основного щита був тризуб.
Одночасно з тим були скасовані військові ранги і звання. В армії УНР були прийняти лише командні посади, які позначались шевронами з срібного галуна на правому рукаві однострою. Інколи вони носились на лівому або на обох рукавах, подекуди робились із золотого галуна. В деяких підрозділах, наприклад в Окремому Загоні Січових Стрільців, вони зберігались до початку 1919 р.
У деяких підрозділах вводились власні знаки розрізнення. Наприклад, у Гайдамацькому коші Слобідської України й Республіканському полку звання позначались за допомогою нарукавних шевронів — ройовий — один блакитний шеврон; сотник — подвійний золотий шеврон; отаман полку — один широкий і два вузькі шеврони. Для 1-ї української дивізії сформованої в Німеччині з українців-військовополонених була розроблена гарна на вигляд, але не дуже практична уніформа. Вона складалась з довгих, за коліно, жупанів, широких штанів — усе синього кольору, шапок сірого смушку з синім шликом, шкіряного ременя і чобіт в козацькому стилі. Ранги позначались шестикутними зірками на комірі. У підстаршин: ройовий — одна кістяна зірка, чотовий — дві, бунчужний — три; у молодшої старшини: чотар — одна срібна зірка, півсотенний — дві, сотник — три; у булавної старшини: осаул — одна золота зірка, підполковник — дві, полковник — три. Також на комірі розміщувалися знаки роду зброї.

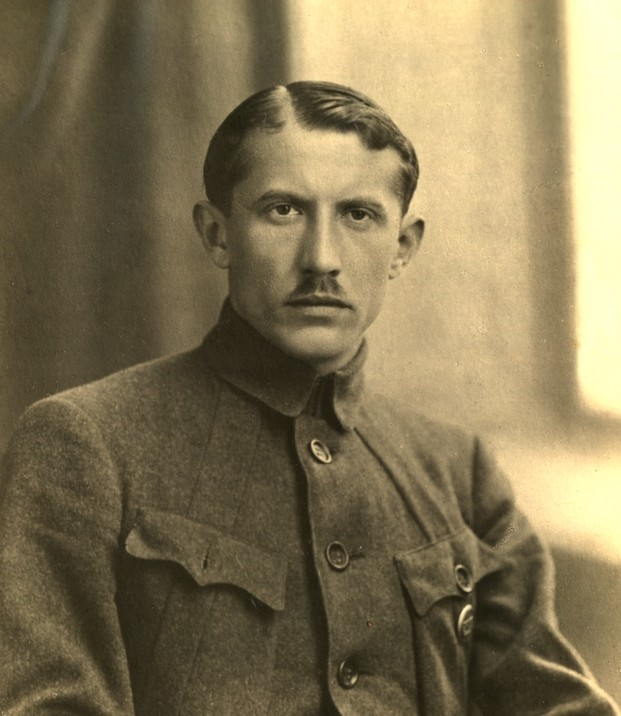
Євген Коновалець, 1920-и роки. Приблизно так виглядав френч, запроваджений в армії УНР у 1918 р.

У важких умовах радянсько-української війни навіть ці, доволі скромні елементи однострою було нелегко запровадити, і наприклад весною 1918 р., після повернення військ Центральної Ради до столиці, в київському гарнізоні на приналежність до українського війська вказували лише нарукавні пов'язки. Але вже 1 квітня був запроваджений насправді новий однострій замість російського. Він складався із кашкету, френча с чотирма накладними кишенями з контр-складками і сторчово-виложистим коміром, френч також мав навскісні контр-складки, що йшли від центру кишені в напрямку шиї, шароварів — все кольору хакі. Взуттям слугували чоботи. Накомірні нашивки, випустки навколо нижнього краю клапанів нагрудних кишень, манжет, та на шароварах, були кольору роду зброї. У рядових на шароварах були вузькі випустки, офіцери відрізнялись подвійними смугами, у генералів вони були теж подвійні, але більш ширші. Кольори за родами зброї були такі: піхота — синій; кавалерія — жовтий; артилерія — червоний; інженерні відділи — чорний; медичні відділи — малиновий; штаби — синій (згідно з іншими даними малиновий колір був якраз у співробітників штабів). Для холодної пори року була передбачена шинель брунатного кольору і папаха білого хутра з довгим кольоровим шликом замість кашкету.
Як і раніше, на накомірних нашивках були знаки роду зброї. В піхоті й кавалерії це були всі теж схрещені гвинтівки та шаблі відповідно, в артилерії тепер було зображення гренади, в інженерних відділах — схрещені лопата і кирка. Генерали знаку роду зброї не мали, офіцерам генерального штабу додавалась гілка.
В той же самий час були повернуті ранги, вже з новими назвами, знаки розрізнення розміщувались на накомірних клапанах, вони мали вигляд булав, гілок, п'ятикутних зірок та смуг. У унтер-офіцерів збереглися нарукавні шеврони.
| Категорії             | Старшини    | Старшини  | Старшини | Старшини | Старшини     | Старшини  | Отамани           | Отамани           | Отамани               |
| --------------------- | ----------- | --------- | -------- | -------- | ------------ | --------- | ----------------- | ----------------- | --------------------- |
|                       |             |           |          |          |              |           |                   |                   |                       |
| Ранг                  | Підхорунжий | Хорунжий  | Сотник   | Курінний | Осавул       | Полковник | Отаман дивізії    | Отаман корпусу    | Отаман армії          |
| Сучасна відповідність |             | Прапорщик | Капітан  | Майор    | Підполковник | Полковник | Генерал-лейтенант | Генерал-полковник | Генерал армії України |

На жаль, весь цей чудовий однострій фактично не вдалося впровадити в життя, бо вже 29 квітня Центральна Рада була розпущена й влада перейшла до гетьмана Скоропадського.

## Від антигетьманського повстання до Першого Зимового походу
Повсталі проти гетьмана Скоропадського сили використовували як символ червоні стрічки або розетки розміщені під кокардою (у Окремому Загоні Січових Стрільців, та у 1-ї Козачої Стрілецької дивізії), або тільки стрічки (селянські формування). 8 грудня 1918 року наказом Головного Отамана С. Петлюри була затверджена кокарда у вигляді червоної розетки — для усіх старшин і козаків.
8 січня 1919 р. наказом ГУВ УНР ч. 28 була впроваджена нова форма одягу, вона поділялась на звичайну похідну та парадну. Згідно з наказом вона мала наступний вигляд:
|  | ЗВИЧАЙНА ПОХІДНА ФОРМА: 1. Шапка сірого барашку, з шликом, обшитим брузументом та кокардою. 2. Жупан сивого сукна (зразка сірої дивізії), на стоячому комірі відзнаки рангів по посадам, кольорові петлиці по роду зброї, завдовжки 2 вершки і вишиною відносно коміру, стрічки вширки 4-5 м/м; отаманські з двох сплетених старшинських шириною біля 10 м/м. Шаровари з того сукна, що і жупан, але покрою «брідж». На комірі, рукавах жупана ті по боках шаровар вшивається кант по роду зброї. Чоботи з довгими халявами чорні. ПАРАДНА УНІФОРМА: 1. Шапка чорного барашку, з сукняною вставкою по кольору зброї, обшитою брузументом срібним, з білим султаном, з кокардою під ним — для усіх однакова. 2. Синій жупан історичний, обшитий срібним бузументом, на комірі, полах, знизу та на рукавах вугловаті клапани, які повинні бути кольорові по роду зброї, пояс з матерії по роду зброї. Шаровари козацькі широкі і у всіх червоні. Чоботи чорні, халяви до колін. |

Кольори за родами зброї наслідували Українську Армію Скоропадського, а саме: піхота — малиновий; артилерія — червоний; кіннота— жовтий; інженерні і технічні частини — чорний; штаби і всі головні управління — краповий; санітарні інституції — цимоновий; ветеринарні інституції — фіолетовий; повітряний флот — чорний; генеральний штаб — білий; корпус військових топографів — синій. За відзнаки «рангів по посадах» мали правити комбінації зірок і стрічок (10 мм завширшки для отаманів, 4-5 мм завширшки для решти старшин) розміщених на кольорових петлицях жупана, у отаманів це були зигзагоподібні стрічки (шнурки) та від одної до трьох зірок або без зірок, у старших офіцерів дві прямих стрічки (шнурка) з однією або двома зірками або без зірок, у молодших офіцерів з однією прямою стрічкою (шнурком) з зіркою або без неї, у підстаршин від однієї до трьох вертикальних стрічок (шнурків). 26 січня була встановлена нова кокарда (наказ Війську УНР ч.31), позаяк попередньо встановлена червона розетка виглядала не дуже доречно, з огляду на початок війни з більшовиками. Кокарда синього кольору мала овальну форму з декоративними завитками з зображенням золотого тризуба. Де-факто її майже не використовували, вояки віддавали перевагу виготовленим у великій кількості кокардам встановленим при гетьмані — круглої форми, з золотим тризубом на синьому колі, оточеному золотими обідком і багатопроменевою «зірочкою». У старшин синє коло робилось емаллю, а у козаків фарбою. Описану форму спіткала майже така сама доля як і попередній проєкт — фактично вона не була впроваджена, на цей раз внаслідок складності виготовлення та воєнних невдач.

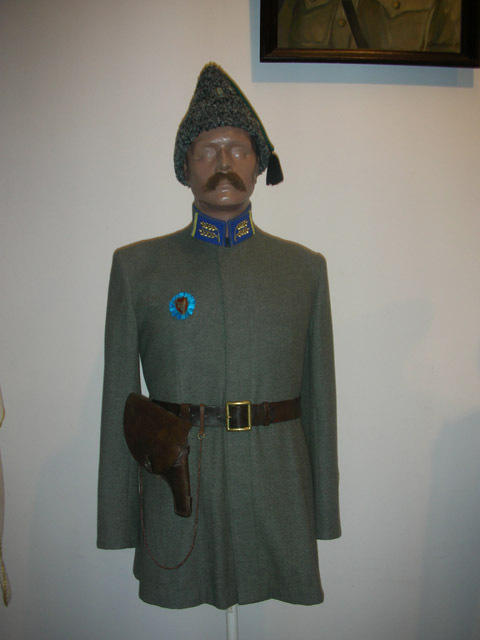
Однострій поручника Сірої дивізії (сучасна реконструкція).

У 1-й козацько-стрілецькій дивізії формою слугував короткий жупан, штани, обмотки і кашкети сірого кольору, завдяки чому вона і отримала назву Сірої або Сірожупанної. Ранги позначались на комірі пшеничними колосками. У підстаршин було від одного до трьох срібних колосків, у старшин від одного до трьох золотих, позаду яких нашивалась вертикальна синьо-жовта смужка, у отаманних старшин (відповідали штаб-старшині) в додачу до золотих колосків передній і нижній краї коміра обшивались срібним галуном. Генерали, згідно з одними відомостями, мали зображення тризуба на золотому галуні, згідно з іншими, зображення схрещених булави і бунчука на срібному галуні. Ще одне джерело описує наявність трьох генеральських рангів, які позначались зображеннями золотих булав (від одної до трьох) на срібному галуні. Ці відзнаки зберігались у дивізії до кінця її існування, але в 1919 році вже вміщувалися на петлицях кольору по роду зброї. Роди зброї позначались емблемами на рукаві.
24 квітня 1919 р. наказом ГУВ УНР ч. 276 була встановлена нова похідна уніформа, яка відійшла від попереднього «козацько-історичного» стилю і в більший степені відповідала сучасним на той час зразкам, фактично вона була дуже схожа на уніформу від 1 квітня 1918 р. Її складали, однакові як для старшин, так і для рядових козаків: суконний кашкет («похідна каскетка») по можливості захисного кольору, з сукняним або шкіряним підборідним ремінцем, козирком і ґудзиками захисного кольору; суконний похідний мундир покрою френч, по можливості захисного кольору, з чотирма накладними кишенями (дві на грудях, і дві на талії) з контр-складками і сторчово-виложистим («стоячим закотистим») коміром, мундир також мав контр-складки які йшли від центру нагрудних кишень вниз до поясу, і вгору навскіс до коміра і вузькі погони мундирного кольору, нижній кінець яких пришивався, а верхній застібався на ґудзик захисного кольору, власне мундир застібався на п'ять костяних або ремінних ґудзиків захисного кольору. На рукавах нашивались суконні «чохли» (обшлага) кутком, вершиною догори, кольору по роду зброї, над якими розміщувались шеврони для позначення ступенів і посад. У Наказного Отамана та Головного Отамана кольоровим був не лише «куток», але і весь обшлаг . На комір нашивались суконні петлиці кольору по роду зброї, завдовжки 5 см і завширшки 3,5 см, на них поміщались металеві, вишити або нанесені фарбою знаки відповідно роду зброї. Поясним одягом слугували штани покрою «полугаліфе з легким бриджем», по можливості захисного кольору. Шинель сірого кольору була покрою чумарки (тобто схожа на жупан), застібалась на гачки, вона мала такі самі кутки, погони і петлиці як і мундир. Так само на шинелі були шеврони і знаки відповідно роду зброї.
Відзнаки по посадам і ступеням підстаршин мали вигляд шевронів з жовтого канту розміщених над «кутками», у старшин до них додавались шеврони з петлями з нитяної стьожки. З червня 1919 року шеврони почали робить з металізованого галуна.
| Розряди               | Отаманна старшина                                | Отаманна старшина | Отаманна старшина       | Отаманна старшина     | Отаманна старшина | Булавна старшина | Булавна старшина | Старшина | Старшина          | Старшина  | Старшина    |
| --------------------- | ------------------------------------------------ | ----------------- | ----------------------- | --------------------- | ----------------- | ---------------- | ---------------- | -------- | ----------------- | --------- | ----------- |
| Нарукавна відзнака    |                                                  |                   |                         |                       |                   |                  |                  |          |                   |           |             |
| Військове звання      | Головний отаман                                  | Наказний отаман   | Військовий міністр      | Кошовий отаман        | Отаман            | Полковник        | Осаул            | Сотник   | Чотар             | Хорунжий  | Підхорунжий |
| Сучасна відповідність | Верховний головнокомандувач Збройних Сил України | Головнокомандувач | Міністр оборони України | Генерал армії України | Генерал-лейтенант | Полковник        | Підполковник     | Капітан  | Старший лейтенант | Лейтенант | нема        |

| Розряди               | Підстаршини | Підстаршини     | Підстаршини      | Підстаршини    | Козаки  |
| --------------------- | ----------- | --------------- | ---------------- | -------------- | ------- |
| Нарукавна відзнака    |             |                 |                  |                |         |
| Військове звання      | Бунчужний   | Чотовий         | Ройовий          | Гуртовий       | Козак   |
| Сучасна відповідність | Старшина    | Старший сержант | Молодший сержант | Старший солдат | Рядовий |

Кольори по роду зброї зазнали деяких змін, тепер вони мали такий вигляд: піхота — блакитний; артилерія — червоний; кіннота— жовтий; технічні війська (включали до себе кулеметників, транспортні частини, телеграфістів, інженерні служби);— чорний; залізничні війська — зелений; штаби та управління — малиновий з білим кантом; санітарні частини — брунатний; ветеринарні частини — фіолетовий; повітряний флот — краповий; старшини генерального штабу — чорний з білим кантом; інтендантський корпус — темно-блакитний. Знаки по роду зброї своєю чергою були такі: піхота — схрещені гвинтівки; артилерія — схрещені гармати; кіннота — схрещені шаблі; кулеметники — кулемет; санітарні частини — кадуцей; транспортні частини — крилате колесо; телеграфісти — схрещені блискавки; інженерні служби — схрещені лопата та сокира; повітряний флот — крилатий пропелер (в авіаційних частинах), або повітряна куля (в повітроплавних частинах). Знаки були жовтого кольору, окрім кінноти, у якої він був білий, вони могли бути зроблені з металу, сукна, або наносились фарбою за допомогою трафарету.
Ця уніформа була трохи змінена 30 червня 1919 р., наказом ч. 32. Замість шинелі-чумарки, вводилась шинель звичайного покрою, а околиш кашкета у старшин тепер повинен був бути приладного сукна по роду зброї, з кантами як на петлицях. Офіційно затверджувалась кокарда гетьманського зразка, яка до цього носилась вояками за власним розсудом. Тим же наказом була впроваджена особлива уніформа для «урядовців військової офіції» (військових чиновників). Вона в цілому відповідала загальновійськової, але була чорного кольору, включно з шинеллю. Френч був відкритим, з виложистим коміром, замість полугаліфе допускались довгі штани. Петлиць та кутків на рукавах урядовці не мали, знаки розрізнення мали вигляд галунних нашивок на обшлагах, які відрізнялись кількістю та шириною.
| Категорія             | Урядовці Військової Офіції | Урядовці Військової Офіції | Урядовці Військової Офіції | Урядовці Військової Офіції | Урядовці Військової Офіції | Урядовці Військової Офіції | Урядовці Військової Офіції |
| --------------------- | -------------------------- | -------------------------- | -------------------------- | -------------------------- | -------------------------- | -------------------------- | -------------------------- |
| Нарукавна відзнака    |                            |                            |                            |                            |                            |                            |                            |
| Ранг                  | Урядовець IV клясу         | Урядовець V клясу          | Урядовець VI клясу         | Урядовець VII клясу        | Урядовець VIII клясу       | Урядовець IX клясу         | Урядовець X клясу          |
| Сучасна відповідність | немає даних                | немає даних                | немає даних                | немає даних                | немає даних                | немає даних                | немає даних                |

У липні-вересні 1919 року, у зв'язку з нестачею й дорожнечею необхідних для уніформи матеріалів вона була дещо скорегована (наказ Головної команди війська УНР (ГКВУНР) ч.113 від 30 липня 1919 року, оголошений у наказі ГУ ВУНР ч.160 від 5 вересня 1919 року). Як обов'язкові елементи встановлювались кокарда, уведений наказом тризуб з тканини (заввишки 100—101 мм, завширшки 88-89 мм) кольору роду зброї на лівому рукаві й спрощені знаки розрізнення безпосередньо на лівому боці коміра (на правому боці розміщувались знаки по роду зброї, генерали носили рангові відзнаки з обох боків). Кольорові петлиці, околиші і нарукавні «кутки» заводились по можливості. Знаки розрізнення мали вигляд металевих або сукняних кружечків («ґудзиків», «крапок»), та/або смужок з сукна або галуна — і ті, і інші жовтого кольору. Знаки по роду зброї, також жовті, були металеві або наносились фарбою.
| Розряди               | Отаманна старшина                                | Отаманна старшина | Отаманна старшина       | Отаманна старшина     | Отаманна старшина | Булавна старшина | Булавна старшина | Старшина | Старшина          | Старшина  | Старшина    |
| --------------------- | ------------------------------------------------ | ----------------- | ----------------------- | --------------------- | ----------------- | ---------------- | ---------------- | -------- | ----------------- | --------- | ----------- |
| Відзнака на комір     |                                                  |                   |                         |                       |                   |                  |                  |          |                   |           |             |
| Військове звання      | Головний отаман                                  | Наказний отаман   | Військовий міністр      | Кошовий отаман        | Отаман            | Полковник        | Осаул            | Сотник   | Чотар             | Хорунжий  | Підхорунжий |
| Сучасна відповідність | Верховний головнокомандувач Збройних Сил України | Головнокомандувач | Міністр оборони України | Генерал армії України | Генерал-лейтенант | Полковник        | Підполковник     | Капітан  | Старший лейтенант | Лейтенант | нема        |

| Розряди               | Підстаршини | Підстаршини     | Підстаршини      | Підстаршини    | Козаки  |
| --------------------- | ----------- | --------------- | ---------------- | -------------- | ------- |
| Відзнака на комір     |             |                 |                  |                |         |
| Військове звання      | Бунчужний   | Чотовий         | Ройовий          | Гуртовий       | Козак   |
| Сучасна відповідність | Старшина    | Старший сержант | Молодший сержант | Старший солдат | Рядовий |

7 серпня 1919 (оголошений 7 вересня 1919) наказом міністра фінансів Б. Мартоса ч.16 була встановлена уніформа Окремого корпусу кордонної охорони. Вона відповідала загальноармійському зразку, з тією різницею, що штани мали сіро-синій колір з жовтими кантами, але за браком відповідного сукна дозволялись штани звичайного захисного кольору. Нарукавні кутки і петлиці робились з жовтого сукна з блакитною стежкою, такими же були околиши старшинських кашкетів (з блакитним кантом замість стежки). Знак по роду зброї мав вигляд схрещених гвинтівки та шаблі з вертикально розташованим меж ними жезлом Меркурія, він був білого кольору, металевий, сукняний або фарбований.
15 вересня 1919 наказом т. в. о. військового міністра полковника В. Петрова і т. в. о. головного інтенданта полковника В. Серебренникова ч.198 для старшин які скінчили військові академії царської армії, були встановлені околиши кашкетів та нарукавні знаки з чорного оксамиту з кантом роду зброї, в якому вони на той час перебували. Кашкети також повинні були мати позументовий підборідний ремінь.

## Однострій під час кампанії 1920 року

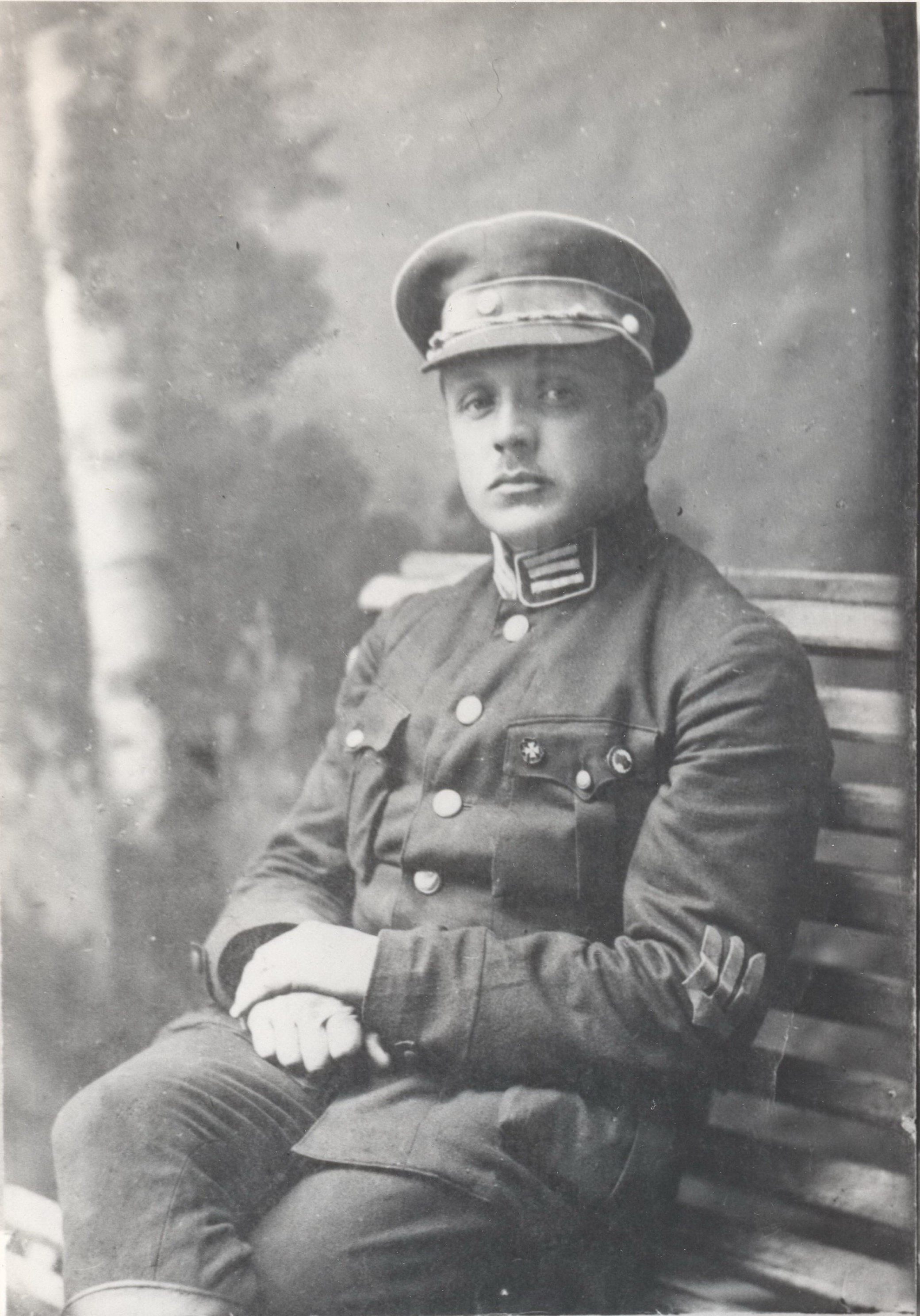
Командир 3-ї Залізної дивізії полковник Удовиченко, 1920 р. Петлиці та околиш блакитного кольору. Біла облямівка — неофіційна.

30 березня 1920, у той час як за підтримки Польщі після катастрофи кінця 1919 року, фактично заново йшло формування української армії, наказом ГУВ № 16 був затверджений новий зразок форми. Як і раніше, вона складалась із френча і бриджів захисного кольору для вояків, і чорного — для урядовців. Френч на п'ять ґудзиків трохи відрізнявся від френча зразка 1919 року, тім що не мав контр-складок на самому френчі і на нижніх кишенях, тільки на верхніх. З іншого боку, на практиці різні конкретні френчі могли трохи відрізнятись один від одного — наприклад кишенькові клапани могли мати або прямокутну, або фігурну з вирізами форму. Ґудзики могли бути кістяні, шкіряні або металеві з тризубом. Тканинний тризуб кольору роду зброї на лівому рукаві трохи зменшився у розмірах, тепер його висота становила 8,89 см, а ширина 6,66 см (2×1,5 вершки). На вузьких сукняних погонах мундирного кольору розміщувались знаки по роду зброї, металеві або нанесені за допомогою фарби, а також позначення частини у вигляді цифри (римські означали номер дивізії, арабські — бригад, полків і куренів) і, в деяких випадках, літер. Відомі шифровки Ш.Д., Ш.Б., Ш.З.Б., В.М., К.Ю., літера с. після арабської цифри позначала стрілецькій курінь.
Головним убором слугував кашкет англійського зразка, з околишом кольору роду зброї, сукняним або шкіряним ремінцем, у старшин також зі золотим або срібним крученим шнурком (залежно від набірного металу), кокардою зразка 1919 року («гетьманської») та сукняним дашком. Одягом для холодної пори року слугувала сукняна шинель сірого кольору, на гачках або ґудзиках, знаків розрізнення і роду зброї на неї зазвичай не було. Замість бриджів захисного кольору, старшини інколи носили сині з випусткою кольору роду зброї.
Знаки розрізнення козаків, підстаршин і старшин у вигляді п'ятикутних зірок або стрічок, або їх комбінації, розміщувались на петлицях кольору роду зброї, на комірі френча і шинелі. Петлиці муштрових вояків мали ззаду два вирізи, які формували три зубця, і пришивалися до нижнього краю коміра, у немуштрових був один напівкруглий виріз, петлиці пришивалися до верхнього краю коміра. Схема розміщення зірок у муштрових і немуштрових вояків відрізнялась. У військових урядовців петлиці булі прямокутної форми, стрічки на них розміщувались вертикально біля переднього краю, замість горизонтального розміщення у вояків. Позаяк на формі урядовців не було погон, цифри і літери які позначали частину у них також розміщувались на петлицях, стовпчиком вздовж переднього краю. Відзнаки більшості вояків мали золотий (жовтий) колір, але у старшин Генерального штабу, технічних військ, службовців інтендантства й вищих штабів включно до штабу бригади, медичного і ветеринарного персоналу він був срібний. У генералів ранг позначався тризубом, з додаванням в деяких випадках зірок, у генеральних урядовців тризуб був нахилений під кутом 45°. 16 червня наказом ГУВ ч.140 відзнаки генералів були трохи модифіковані додачею лаврового вінка навколо державного герба (тризуба), також була змінена кількість зірок.
| Розряди               | Генеральна старшина   | Генеральна старшина | Генеральна старшина | Булавна старшина | Булавна старшина | Молодша старшина | Молодша старшина  | Молодша старшина |
| --------------------- | --------------------- | ------------------- | ------------------- | ---------------- | ---------------- | ---------------- | ----------------- | ---------------- |
| Петлиця               |                       |                     |                     |                  |                  |                  |                   |                  |
| Військове звання      | Генерал-полковник     | Генерал-поручник    | Генерал-хорунжий    | Полковник        | Підполковник     | Сотник           | Поручник          | Хорунжий         |
| Сучасна відповідність | Генерал армії України | Генерал-лейтенант   | Генерал-майор       | Полковник        | Підполковник     | Капітан          | Старший лейтенант | Лейтенант        |

| Розряди               | Підстаршина | Підстаршина | Підстаршина     | Підстаршина      | Шеренгові козаки | Шеренгові козаки |
| --------------------- | ----------- | ----------- | --------------- | ---------------- | ---------------- | ---------------- |
| Петлиця               |             |             |                 |                  |                  |                  |
| Військове звання      | Підхорунжий | Бунчужний   | Чотовий         | Ройовий          | Гуртовий         | Козак            |
| Сучасна відповідність | нема        | Старшина    | Старший сержант | Молодший сержант | Старший солдат   | Рядовий          |

| Розряди               | Генеральна старшина   | Генеральна старшина | Генеральна старшина | Булавна старшина | Булавна старшина | Молодша старшина | Молодша старшина  | Молодша старшина |
| --------------------- | --------------------- | ------------------- | ------------------- | ---------------- | ---------------- | ---------------- | ----------------- | ---------------- |
| Петлиця               |                       |                     |                     |                  |                  |                  |                   |                  |
| Військове звання      | Генерал-полковник     | Генерал-поручник    | Генерал-хорунжий    | Полковник        | Підполковник     | Сотник           | Поручник          | Хорунжий         |
| Сучасна відповідність | Генерал армії України | Генерал-лейтенант   | Генерал-майор       | Полковник        | Підполковник     | Капітан          | Старший лейтенант | Лейтенант        |

| Розряди               | Підстаршина | Підстаршина | Підстаршина     | Підстаршина      | Шеренгові козаки | Шеренгові козаки |
| --------------------- | ----------- | ----------- | --------------- | ---------------- | ---------------- | ---------------- |
| Петлиця               |             |             |                 |                  |                  |                  |
| Військове звання      | Підхорунжий | Бунчужний   | Чотовий         | Ройовий          | Гуртовий         | Козак            |
| Сучасна відповідність | нема        | Старшина    | Старший сержант | Молодший сержант | Старший солдат   | Рядовий          |

Кольори по роду зброї чи служби в цілому залишились попереднього зразка, лише у кулеметників чорний колір був замінений на малиновий. Вихованці Кам'янецької пішої юнацької школи, заснованої 1 січня 1920 року, носили кольори залежно від того, до якого роду зброї вони мали належати по закінченні навчання — піхота, кіннота, артилерія або технічне військо, але з додаванням білого канту.
3 травня 1920 наказом ГУВ ч.57 було встановлено форму польової жандармерії (протягом 1920 року було сформовано два курені, в тому числі один навчальний). Від загальновійськової вона відрізнялась синім кольором. Петлиці були біли, з діагональною стежкою жовто-блакитного кольору, відзнаки рангів загальновійськові. На погонах поміщались число куреня та літери П. Ж. З лівого боку носився аксельбант блакитного кольору, повний у старшин, і скорочений у козаків. Кашкет мав тулію і денце білого кольору, синій околиш, загальновійськову кокарду і білий джгут по козирку. Нарукавний знак (тризуб), спочатку чомусь був встановлений захисного кольору, але вже 22 липня (наказ ГУВ ч.182) отримав приладний колір жандармерії, тобто білий. Насправді невідомо, чи отримали жандарми форму синього кольору, але наприклад у навчальний курінь поступила наприкінці травня форма англійського зразка. З цією формою, принаймні деякій час, носились також нестатутні кашкети с червоною обвідкою та тризубом, і біли аксельбанти.
Досить широко у 1920 році в армії УНР використовували уніформу іноземного зразка, яку постачали поляки. Наприклад, протягом травня-липня було отримано 2 тис. комплектів верхнього одягу, понад 1 тис. шинелей, понад 2,5 тис. пар взуття, 3,1 кашкетів, понад 3,3 тис. пасів, усього протягом лютого-листопада 1920 року було отримано 40 тис. комплектів одностроїв. Окрім власне польських одностроїв, в українське військо попадали також німецькі, англійські, американські, австро-угорські. Польську форму носили в 1-ий, 2-ий, 3-ій, 4-ій стрілецьких, та Окремій кінної дивізіях; американську в 1-ий; австро-угорську в 4-ій; німецьку в 2-ій; англійську в 6-ій та 1-ий кулеметної. 12-ий курінь 2-ой дивізії, якій був сформований в Італії з українців-військовополонених, отримав форму італійського зразка. Окрім цього в 3-ий і 5-ой дивізіях використовували форму власного виробництва.

## Порівняльна таблиця кольорів роду зброї
У таблиці для прикладу наведені також кольори роду військ збройних сил Української Держави часів гетьмана Павла Скоропадського (друга колонка).
| Роди зброї                            | 04.1918 | 06.1918 | 8.01.19 | 24.04.19 |
| ------------------------------------- | ------- | ------- | ------- | -------- |
| Військове міністерство, адміністрація | —       | —       | —       |          |
| Генеральний штаб                      | —       |         |         |          |
| Гетьманські штаб та конвой            | —       |         | —       | —        |
| Штаби                                 |         | —       |         |          |
| Піхота                                |         |         |         |          |
| Кавалерія                             |         |         |         |          |
| Артилерія                             |         |         |         |          |
| Технічні війська                      | —       | —       |         |          |
| Інженерні війська                     |         |         |         |          |
| Залізничні війська                    | —       | —       | —       |          |
| Війська комунікацій                   | —       | —       | —       |          |
| Авіація                               | —       |         |         |          |
| Медики                                |         |         |         |          |
| Ветеринари                            | —       | —       |         |          |
| Юридична служба                       | —       |         | —       | —        |
| Топографи                             | —       |         |         | —        |
| Військова поліція                     | —       | —       | —       |          |
| Служба постачання                     | —       | —       | —       |          |